# 286-os busz (Törökbálint)
A törökbálinti 286-os jelzésű autóbusz az Önkormányzat és Pistály között közlekedik, jellemzően igényvezérelt menetrend szerint. Megállóhelyeit csak előzetes bejelentést követően, vagy a Nyár utca megállóban jelzett utazási igény esetén érinti. Munkanapokon reggel kettő, illetve a tanítási időszakban további egy járat fix menetrend szerint végighalad a vonalon. A viszonylatot az OMI Kft. üzemelteti.

## Története
2019. május 10-éig 2-es és 2A jelzéssel közlekedett.
2020 közepén egyeztetések történtek a buszjárat módosításával kapcsolatban, azonban a tervezett szeptemberi időpontot nem sikerült tartani. Törökbálint Képviselő Testülete 2020. október 22-én határozott a viszonylattal kapcsolatos változásokról, ezek egy részét 2021. január 4-én vezették be. A reggeli csúcsidőszakban fix menetrend szerinti járatok is közlekednek a vonalon, igényvezérelten bevezették a hétvégi üzemet is. A viszonylat igénybe vehető már a Dél-Buda Zónabérlettel is. Ellenben elmaradt az autóbuszjárat tükörhegyi útvonalmódosítása, és a 286A betétjárat indítása, ezek várhatóan a helyközi viszonylatok módosításakor kerülnek bevezetésre.

## Útvonala
| Nyár utca ► Pistály ► Nyár utca |
| --- |
| Nyár utca vá. – Géza fejedelem utca – Sváb tér – Kápolna utca – Raktárvárosi út – Szabadházi út – Mecsek utca – Csobánc utca – Pistályi út – Hortenzia utca – Kékes utca – Zöldfa utca – forduló – Zöldfa utca – Kékes utca – Hortenzia utca – Pistályi út – Temető utca – Raktárvárosi út – Kápolna utca – Sváb tér – Géza fejedelem utca – Nyár utca vá. |

## Megállóhelyei
| 0                                 | Nyár utca induló végállomás |                            |
| Csak felszállás céljából áll meg! |                             |                            |
| 2                                 | Tükörhegy                   |                            |
| 4                                 | Raktárváros                 |                            |
| 5                                 | Zengő utca                  |                            |
| 6                                 | Mecsek utca                 |                            |
| 7                                 | Tátika köz                  |                            |
| 8                                 | Rozmaring utca              |                            |
| 9                                 | Pistály dűlő                |                            |
| 12                                | Fecske utca                 |                            |
| 13                                | Aranyeső utca               |                            |
| 15                                | Gerbera utca                |                            |
| 18                                | Budaörsi temető             | 288                        |
| Csak leszállás céljából áll meg!  |                             |                            |
| 22                                | Raktárváros                 | 140, 140B, 172, 173 755    |
| 24                                | Tükörhegy                   | 140, 140B, 172, 173 755    |
| 25                                | Nyár utca érkező végállomás | 88, 88A, 172, 173, 283 755 |